# A Revolta dos Dândis
A Revolta dos Dândis é o segundo álbum de estúdio da banda de rock brasileira Engenheiros do Hawaii. O disco foi gravado em julho de 1987, nos estúdios da RCA, em São Paulo, e lançado em 15 de outubro do mesmo ano pela gravadora RCA através do selo Plug. O álbum marca uma inflexão no som da banda, afastando-se do reggae e do ska do primeiro disco e aproximando-se de um som mais setentista, mais próximo do folk rock. A principal razão para isto foi a saída de Marcelo Pitz e a entrada de Augusto Licks, com Gessinger assumindo o baixo, o que trouxe novas influências ao som da banda.
O disco rendeu três singles (A Revolta dos Dândis I, Terra de Gigantes e Infinita Highway) que tiveram boa execução nas rádios, levando o álbum a vender mais de 50 mil cópias no primeiro ano de seu lançamento. Para promover o lançamento, a banda saiu em turnê nacional, que foi batizada de Infinita Tour.

## Antecedentes
A banda estava em turnê nacional em maio de 1987 (denominada Toda Forma de Tour) e o relacionamento entre Humberto e Carlos, de um lado, com Marcelo, de outro, não era dos melhores. Com isso, já havia ficado decidido em abril que Marcelo deixaria a banda após o fim da turnê, em 20 de junho. Assim, após um show em Belém, em 9 de maio, o grupo voou para o Rio de Janeiro, onde Nei Lisboa gravava um disco (Carecas da Jamaica) no qual eles fariam uma participação especial, retribuindo o favor de Nei que participou dos vocais da faixa "Toda Forma de Poder", do primeiro disco da banda. Nei havia ajudado bastante a banda: não só dividira os vocais naquela canção como a regravaria neste disco - em arranjo mais lento e intimista - e havia incluído "Segurança" dos Engenheiros em seus shows - em arranjo de Augusto. Assim, no dia 11, os três foram aos estúdios da EMI-Odeon e gravaram a faixa título, juntamente com Nei e Augusto.
Após a gravação, Augusto convida Carlos para irem ao show do Echo & the Bunnymen, banda de new wave inglesa que se apresentaria naquela noite no Canecão. Carlos aceita o convite e ambos conversam bastante e trocam telefones. Mais tarde, no mesmo dia, Carlos sugere a Humberto que convidem Augusto para entrar na banda, o que o vocalista prontamente aceita. Em seguida, Carlos liga para Augusto e o convida, ficando o guitarrista de pensar na proposta e dar uma resposta. Augusto conversaria ainda com Nei Lisboa antes de aceitar a proposta. A notícia sairia no dia 6 de junho na imprensa gaúcha, embora Augusto só fosse descobrir que entraria para substituir Pitz e que Humberto assumiria o baixo no primeiro ensaio com a banda, na casa dos pais de Carlos, em Porto Alegre, dois dias depois.

## Gravação e produção
As gravações deram-se durante o mês de julho, enquanto a mixagem deu-se no mês seguinte. Ambos os processos foram feitos nos Estúdios RCA, em São Paulo. Devido aos ensaios em Porto Alegre, Augusto acreditava que precisava gravar no álbum um som que pudesse reproduzir nos shows ao vivo. Assim, decidiu fazer o mínimo de overdubs que fosse possível. As gravações foram cheias de desafios. Não só Augusto era novo na banda como Humberto estava ainda se acostumando a ser baixista. Assim, ele tocava com palheta e afinava o seu baixo uma oitava acima do que deveria. Ao tentar reduzir o volume do baixo na mesa, o produtor percebeu que isto tornava o som do instrumento muito ruim, muito fino. Assim, isto contribuiu para deixar o baixo muito presente nas gravações, em primeiro plano. Como Humberto e Carlos faziam as bases juntos e Augusto gravava suas partes depois, o guitarrista tinha que se virar para encaixar o seu instrumento. Tudo isto contribuiu para a sonoridade única do disco, bem diferente daquela de outros lançamentos do rock nacional da época e mesmo da própria banda nos anos seguintes: uma sonoridade que remetia ao rock dos anos 1970 e, também, à influência de Bob Dylan, que Humberto estava ouvindo na época.

## Resenha musical
As gravações iniciaram-se no dia 10 de julho, com a música "A Revolta dos Dândis I". Nesta canção, Humberto e Carlos tocaram baixo e bateria, respectivamente. Já Augusto tocou um violão Martin com cutaway e, também, uma gaita marca Hohner, modelo Marine Band 1896/20, afinada em Mi maior. Na hora de tocar o instrumento, Augusto molhou a gaita em um copo com água, técnica que havia aprendido nos Estados Unidos e que destacava os vibratos - embora diminuísse a vida útil do instrumento. Em "Terra de Gigantes" foram utilizadas duas guitarras, a Roland G-505 de Licks e a de Humberto, cada uma mixada em um lado: a primeira na saída da direita e a segunda na esquerda. A pequena frase de baixo que existe junto com a virada de bateria foi tocada pelo próprio produtor. Ao final da música, quando Humberto canta o último "Hey, mãe", era para ter sido utilizado um efeito de eco, mas, erroneamente, acabou sendo utilizado um delay que, mesmo assim, terminou agradando a banda e a produção e, por esse motivo, ficou. A gravadora pressionou o produtor e a banda a colocarem bateria na canção, mas Carlos acabou fazendo apenas uma virada.
Em "Infinita Highway", Augusto tocou a sua guitarra Roland com os dedos - como na maior parte das músicas do disco - através de dois amplificadores Fender Twin Reverb, já que seu objetivo neste disco era preencher o espaço deixado pela formação em trio sem utilizar-se de overdubs, de modo a que as canções pudessem ser tocadas ao vivo de modo muito semelhante ao disco. Em "Refrão de Bolero", a banda adicionou microfonia em toda a música, de modo a preenchê-la porque parecia muito vazia. Na introdução desta canção, Augusto realiza uma técnica de crescendo utilizando-se do botão de volume do instrumento. Ao final, há um solo de guitarra no qual Licks utilizou sua Gibson Les Paul em um amplificador Marshall, combinação típica do rock pesado. Fechando o primeiro lado, "Filmes de Guerra, Canções de Amor" serve-se de um trio de percussão para simular uma bateria de escola de samba, com Augusto utilizando a sua guitarra Roland no amplificador Marshall.
"A Revolta dos Dândis II" foi gravada com a mesma aparelhagem da primeira parte. No final dela, o produtor sugeriu que inserissem um som de telégrafo para ligarem com a canção seguinte, o que foi feito no órgão Hammond. "Além dos Outdoors" é a segunda música na qual Augusto utilizou sua Gibson Les Paul em um amplificador Marshall para dar peso ao solo de guitarra. Em "Vozes", Humberto toca uma guitarra de doze cordas da marca Fender e Augusto um órgão Hammond através de um autofalante Leslie, uma combinação clássica do rock dos anos 1960 e 1970. Nesta canção, também, Gessinger utiliza um efeito vocoder no final da música, para deixar sua voz metalizada. Em "Quem Tem Pressa Não se Interessa", Augusto não toca qualquer instrumento, apesar de existir uma versão demo desta canção com um solo de guitarra. A banda preferiu manter a música só com baixo e bateria e com um solo de bateria, executado dentro do banheiro do estúdio para deixar a canção com uma sonoridade mais de garagem. Em "Desde aquele Dia", Licks tocou com a Roland através da caixa Leslie, técnica consagrada por George Harrison. Em "Guardas da Fronteira", Augusto utilizou-se da Roland também, enquanto Humberto utilizou o baixo Rickenbacker 4003 que usou durante todo o disco.

## Projeto gráfico
A capa do disco, a contracapa e os detalhes internos do encarte ficaram a cargo, novamente, de Carlos Maltz só que, desta vez, com muito mais liberdade e autonomia. Para a capa, Maltz escolheu utilizar uma cor primária, bem simples, por ser aficionado pela linguagem simples e direta das placas de trânsito e de outros clichês da comunicação de massa. Além disso, optou por utilizar o logotipo da Sociedade de Engenharia do Rio Grande do Sul (uma engrenagem circunscrevendo o planeta Terra com as linhas do Equador e dos paralelos principais ressaltadas) na capa, apenas substituindo a Terra pela Lua. Este era um procedimento que a Carlos e Humberto gostavam de fazer: ressignificar palavras através da descontextualização e da mistura de palavras que não combinam, como o próprio nome da banda atesta.
Na contracapa, Maltz inspirou-se na capa da coletânea A Nice Pair, do Pink Floyd - que reunia os dois primeiros álbuns de estúdio da banda inglesa reunidos em um lançamento só - para dividir o espaço em 9 quadrados. As fotos da banda ali utilizadas remetem ao disco anterior por terem sido tiradas na mesma localidade, um sítio em Gravataí. No encarte, há dois róis de personalidades: de um lado, artistas (Noel Rosa, Roberto Carlos, Martha Rocha, Gino Meneghetti, Fernando Gabeira, Garrincha e Vicente Celestino); de outro, presidentes do Brasil (Juscelino Kubitschek, Jânio Quadros, João Goulart, Humberto Castelo Branco, Costa e Silva, Emílio Garrastazu Médici, Ernesto Geisel, João Figueiredo, Tancredo Neves e José Sarney). Ao centro, duas figuras dividem: o mascote da banda Iron Maiden, Eddie; e Leonel Brizola, a quem o grupo apoiaria na eleição de 1989. Outro personagem presente era um homem com uma capa da TFP, uma provocação a quem havia chamado o grupo de direitista por ocasião do lançamento de "Toda Forma de Poder".

## Recepção

### Lançamento
O álbum foi lançado em LP e K7 no dia 15 de outubro de 1987 e, bem divulgado e distribuído, vendeu mais de 50 mil cópias no primeiro ano de seu lançamento. Foram lançados 3 compactos do disco (para as canções "A Revolta dos Dândis I", "Terra de Gigantes" e "Infinita Highway"): o primeiro no dia 28 de setembro e os outros dois mais tarde naquele ano.

### Fortuna crítica
| Críticas profissionais  | Críticas profissionais |
| Avaliações da crítica   | Avaliações da crítica  |
| Fonte                   | Avaliação              |
| ----------------------- | ---------------------- |
| Bizz (1987)             | Favorável              |
| Folha de S.Paulo (1987) | Favorável              |
| Jornal do Brasil (1987) | Favorável              |
| Zero Hora (1987)        | Favorável              |

Foi neste disco que começaram as primeiras rusgas da banda com a crítica especializada. Os Engenheiros, que já eram chamados de direitistas pela letra de "Toda Forma de Poder" que igualava Fidel Castro e Augusto Pinochet, passaram a ser acusados de elitistas e até de fascistas. Estas acusações eram causadas pelas citações presentes nas letras de Humberto que iam de Albert Camus (em "A Revolta dos Dândis I") a Jean-Paul Sartre (em "Infinita Highway" e "Guardas da Fronteira"). Além disso, o disco tinha um tom autoirônico e, com isso, crítico de todo o movimento de rock brasileiro daquela década: a banda assumia que a rebeldia e as canções de protesto não iam mudar nada. No fundo, todas aquelas bandas só queriam vender o seu produto e ganhar dinheiro ("a juventude é uma banda numa propaganda de refrigerantes"). Assim como os Engenheiros. O próprio título do disco podia ser lido como uma crítica àquelas bandas da época que se diziam radicais e punks, mas eram formadas por garotos de classe média e filhos de embaixadores que se identificavam pela forma de se vestir - tal qual um dândi. Humberto e Carlos responderam às acusações:
| “ | Às vezes, a citação não precisa ser entendida. No mundo de hoje não tem diferença entre Albert Camus e Mike Tyson. São dois produtos de consumo. Eu saboreio Camus como saboreio Mike Tyson. A maioria do povo brasileiro entende mais de existencialismo do que de boxe. Cito Camus porque está mais próximo de mim. Acho que as pessoas entendem o que é 'dândi', pelo menos tanto quanto eu. A 'obra aberta' possibilita que uma música seja entendida em todos os níveis. Os Titãs conseguem isso. Caetano, o mais genial de todos, não consegue. Talvez nem a gente consiga. A nível de 'intelectuália' citar Camus é kitsch e demodé. Pra agradar a crítica eu citaria Lévi-Strauss na baía de Guanabara. | ” |
|   | — Humberto Gessinger, . |   |

| “ | Fascista não é fazer citações pretensamente intelectuais, mas deixar de fazer por julgar que as pessoas não vão entender. Isso é intelectual e elitista. | ” |
|   | — Carlos Maltz, . |   |

Apesar dessas polêmicas, grande parte da imprensa apenas fez pequenas notas comunicando o lançamento do disco ou entrevistas por ocasião de shows da nova turnê que se seguiu. Neste sentido, Marcel Plasse, escrevendo para a revista Bizz, elogiou bastante o novo álbum, especialmente a performance de Augusto, dizendo que a sua entrada facilitou o resultado "enxuto" do novo trabalho que, segundo ele, era também recheado de referências (a Jovem Guarda, MPG, Piazzolla, U2 e The Smiths) e, assim, "rico e pop para as pistas de dança". Thales de Menezes, para a Folha de S.Paulo, também elogia bastante o disco, dizendo que é melhor do que o primeiro e caracterizando "Infinita Highway" como "sensacional". Jamari França, no Jornal do Brasil, diz que o disco é "pesado e poético ao mesmo tempo", elogiando diretamente algumas faixas. Finalmente, Gilmar Eitelvein, escrevendo para o Zero Hora, elogia a poética das letras e nota as mudanças na sonoridade do grupo com a troca de Pitz por Licks.

## Legado
Em 26 de junho de 2008, o álbum foi tema de um programa Discoteca MTV, que abordava os discos de maior importância para o rock nacional. Foi também incluído em uma lista da Superinteressante dos principais álbuns do rock brasileiro da década de 1980. Em 2017, Humberto saiu em turnê comemorando os 30 anos do lançamento do álbum. No mesmo ano, o trio clássico foi reunido virtualmente em entrevista para o podcast Rock Brasil 3.0, da rádio Unisinos FM, do Rio Grande do Sul.

## Faixas
Lista de faixas dadas pelo Spotify e pela obra citada.
Todas as faixas escritas e compostas por Humberto Gessinger, exceto onde indicado. 
| Lado A |                                     |         |  |
| N.º    | Título                              | Duração |  |
| 1.     | "A Revolta dos Dândis I"            | 4:10    |  |
| 2.     | "Terra de Gigantes"                 | 3:59    |  |
| 3.     | "Infinita Highway"                  | 6:11    |  |
| 4.     | "Refrão de Bolero"                  | 4:34    |  |
| 5.     | "Filmes de Guerra, Canções de Amor" | 4:02    |  |

| Lado B         |                                    |                                   |         |  |
| N.º            | Título                             | Compositor(es)                    | Duração |  |
| 1.             | "A Revolta dos Dândis II"          |                                   | 3:13    |  |
| 2.             | "Além dos Outdoors"                |                                   | 3:33    |  |
| 3.             | "Vozes"                            |                                   | 3:35    |  |
| 4.             | "Quem Tem Pressa Não se Interessa" | Humberto Gessinger / Carlos Maltz | 2:27    |  |
| 5.             | "Desde aquele Dia"                 |                                   | 3:30    |  |
| 6.             | "Guardas da Fronteira"             |                                   | 4:31    |  |
| Duração total: | Duração total:                     | Duração total:                    | 44:04   |  |

## Créditos
Créditos dados pelos livros referenciados.

### Músicos
A Banda
- Humberto Gessinger: Voz, baixo (modelo Rickenbacker 4003), guitarra (em "Terra de Gigantes") e guitarra de doze cordas (modelo Fender) (em "Vozes").
- Augusto Licks: Guitarras (modelos Roland G-505 e Gibson Les Paul), violão (marca Martin com cutaway), harmônica (modelo Hohner Marine Band 1896/20 afinada em Mi maior) (em "A Revolta dos Dândis I" e "A Revolta dos Dândis II") e órgão Hammond (em "Vozes").
- Carlos Maltz: Bateria e voz (em "Filmes de Guerra, Canções de Amor").

Convidados
- Júlio Reny: Voz (em "Guardas da Fronteira").
- Reinaldo Barriga: Baixo (em "Terra de Gigantes").
- Jaguar, Picolé e Tuca: percussão (em "Filmes de Guerra, Canções de Amor").

### Ficha técnica
- Direção artística: Miguel Plopschi
- Coordenação de produção: Tadeu Valério
- Produtor musical: Reinaldo Barriga
- Engenheiros de som: Pedro Fontanari Filho, Walter Lima e Stélio Carlini
- Arte da capa: Carlos Maltz
- Fotografia: Eurico Salis